# Aigua

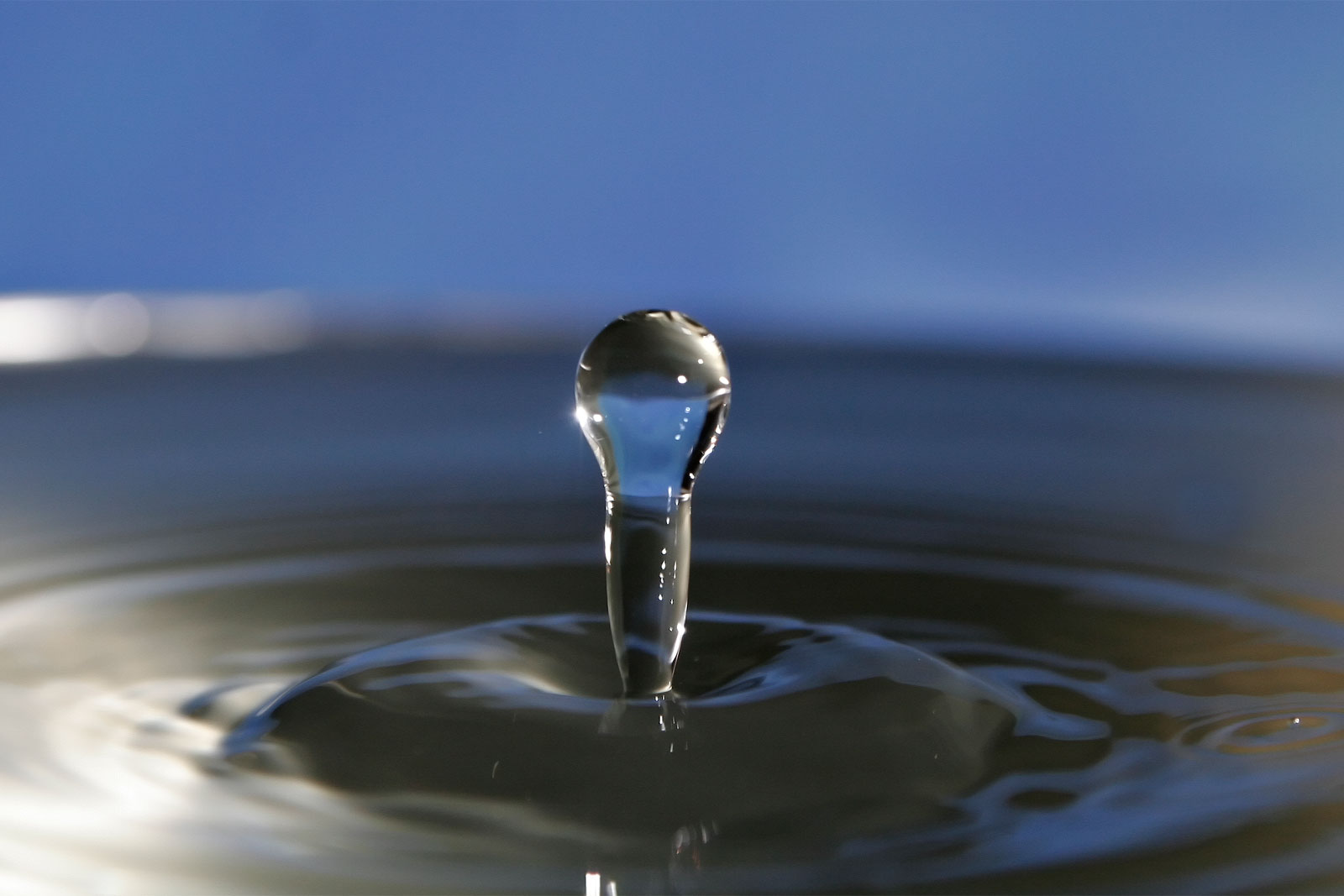
Gota d'aigua

L'aigua (variants dialectals no normatives: aiga, aigo, auia) és un compost químic transparent, inodor, insípid, químicament format per hidrogen i oxigen, de fórmula química {\displaystyle {\ce {H2O}}}, els quals noms sistemàtics són òxid de dihidrogen i oxidà. És el constituent majoritari de la pluja, els mars, els llacs, els rius… L'aigua té una elevada capacitat per a dissoldre substàncies i rarament es troba com a substància pura sinó essent part d'alguna mescla. A la natura tota l'aigua es troba barrejada amb altres substàncies (sals minerals, gasos, partícules en suspensió…). L'aigua pura es pot obtenir en el laboratori mitjançant processos de purificació, com ara la destil·lació.
L'aigua és una substància amb una estructura química peculiar. A la molècula d'aigua l'àtom d'oxigen està unit a cadascun dels dos àtoms d'hidrogen mitjançant un enllaç covalent simple. La disposició a l'espai dels dos àtoms d'hidrogen respecte de l'àtom central d'oxigen permet la formació d'enllaços intermoleculars entre àtoms d'O i d'H de molècules diferents (enllaços d'hidrogen). Això afecta les propietats físiques de l'aigua, sobretot les temperatures de fusió i ebullició, que són relativament altes comparades amb substàncies químiques de pes molecular similar com per exemple el metà, l'amoníac, l'età, la seva capacitat de dissoldre substàncies polars, i la corba densitat temperatura alterada (per això el gel flota sobre l'aigua líquida).
Com totes les substàncies, l'aigua pot canviar d'estat. Comunament hom diu aigua per a referir-se a l'aigua en estat líquid, gel o glaç per a l'aigua en estat sòlid, i vapor per a l'aigua en estat gasós. La temperatura de fusió de l'aigua, a una pressió de 1013 hPa, és de 0 °C, i la d'ebullició de 100 °C (a la mateixa pressió)

## Propietats fisicoquímiques
A temperatura ambient l'aigua pura és líquida, inodora, insípida i incolora, tot i que adquireix una lleu tonalitat blava en grans volums, a causa de la refracció de la llum en travessar-la, ja que absorbeix amb major facilitat les longituds d'ona llarga (vermell, taronja i groc) que les longituds d'ona curta (blau, violeta), desviant lleugerament aquestes últimes, fet que provoca que en grans quantitats d'aigua aquestes ones curtes es facin apreciables. És l'únic compost que pot estar en els tres estats (sòlid, líquid i gas) a les temperatures que es donen en la Terra. Es troba en forma líquida als mars, rius, llacs i oceans; en forma sòlida, neu o gel, als casquets polars, en els cims de les muntanyes i als llocs de la Terra on la temperatura és inferior a zero graus Celsius; i en forma de gas es troba formant part de l'atmosfera terrestre com vapor d'aigua. És el compost amb la calor latent de vaporització més alta, 540 cal/g (2,26 kJ/g) i amb la calor específica més alta després del liti, 1 cal·g⁻¹·K⁻¹ (4,18 kJ·kg⁻¹·K⁻¹). Es considera fonamental per a l'existència de la vida. No es coneix cap forma de vida que tingui lloc en la seva absència completa.

## Distribució a la natura

### L'aigua a l'Univers
Hom creu que gran part de l'aigua que es troba a l'Univers és un subproducte de la formació d'estrelles mitjançant el següent procés: quan neixen les estrelles, el seu naixement està acompanyat per un fort vent cap a l'exterior de materials gasosos i pols interestel·lar. Quan aquest flux de materials impacta els gasos que envolten l'estrella, les ones de xoc que es creen comprimeixen i escalfen aquests gasos i, com a conseqüència, es forma aigua. Això explicaria la presència d'aquest element als núvols interestel·lars de la nostra galàxia, la Via Làctia, i, presumiblement, de totes les altres, ja que els components que la formen (l'hidrogen i l'oxigen) es troben entre els elements més abundants de l'Univers.
L'aigua, en forma de vapor d'aigua, ha estat confirmada a les atmosferes de Mercuri (3,4% i grans quantitats a l'exosfera), Venus (0,002%), la Terra, Mart (0,03%), Júpiter (0,0004%), Encèlad (91%) i als exoplanetes HD 189733 b i HD 209458 b.
Pel que fa a l'aigua líquida, aquesta és present a la Terra (71% de la seva superfície) i a la Lluna.
Quant a l'aigua sòlida o gel, és present als casquets polars de la Terra i de Mart, als satèl·lits Tità, Europa i Encèlad, i als cometes i als llocs d'on provenen (el Cinturó de Kuiper i el Núvol d'Oort).

### L'aigua i la Zona d'habitabilitat (ZHE)
L'existència d'aigua líquida i, en menor mesura, de les seues formes sòlides i gasoses a la Terra són de vital per al manteniment de la vida al nostre planeta i això és possible perquè es troba a la zona habitable del sistema solar. Si estigués una mica més a prop o més lluny del Sol (al voltant d'un 5%, equivalent a 8.000.000 de km), les condicions que permeten l'existència simultània dels tres estats de la matèria amb relació a l'aigua serien molt menys probables.
La gravetat del nostre planeta permet l'existència de l'atmosfera terrestre. S'hi troben gasos com el vapor d'aigua i el diòxid de carboni, els quals causen un efecte d'hivernacle que ajuda a mantenir, d'una manera relativament constant, la temperatura de la superfície de la Terra. Si el nostre planeta fos més petit o tingués menor massa, tindria una atmosfera menor i temperatures més extremes que impossibilitarien l'acumulació d'aigua (llevat dels casquets polars com passa al planeta Mart).
L'estat de l'aigua també depèn de la gravetat d'un planeta: si un planeta és prou massiu, l'aigua hi pot ser sòlida, fins i tot a altes temperatures, a causa de la gran pressió provocada per la gravetat.

## Aigua a la Terra

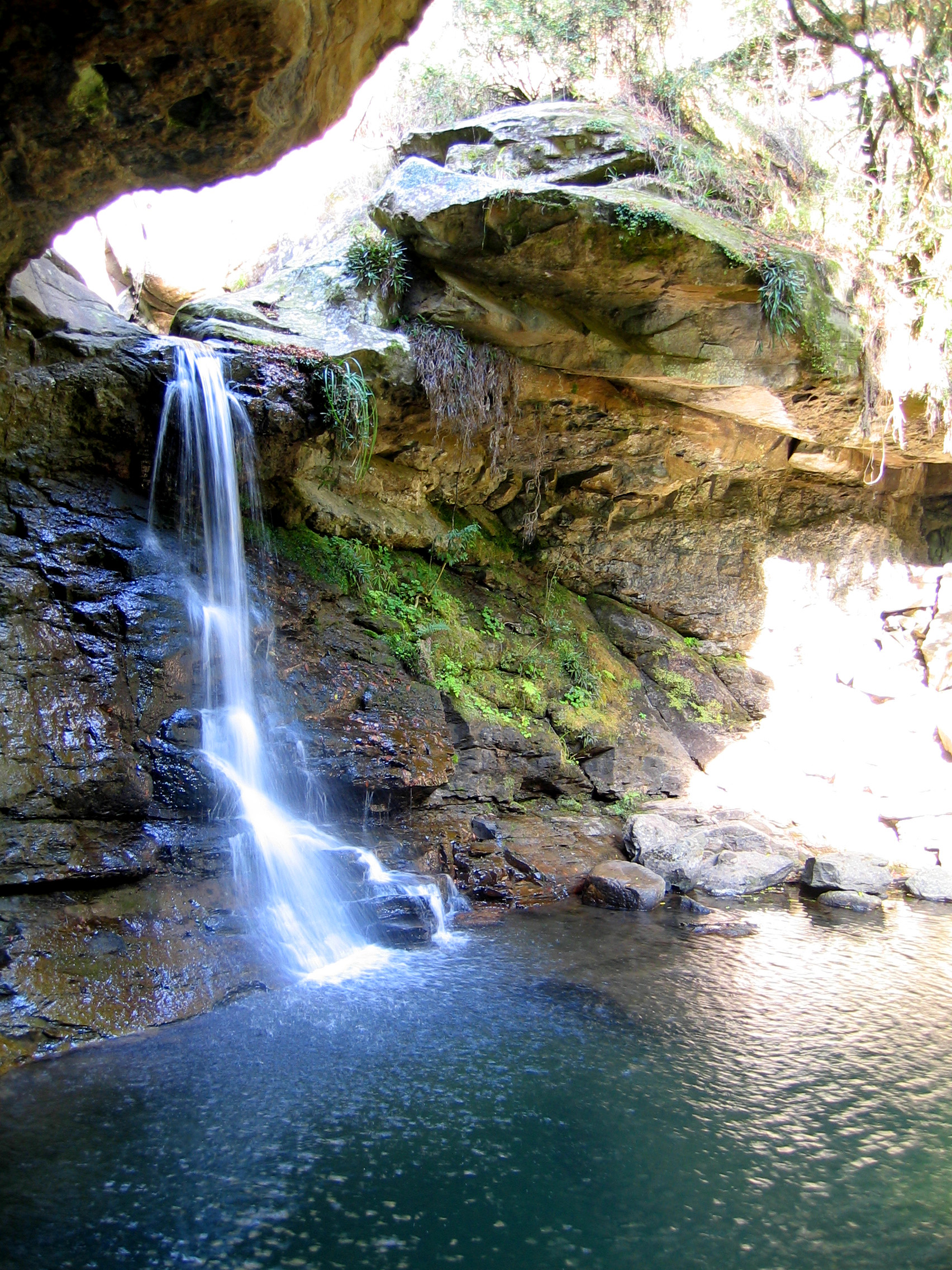
Una cascada a l'Àfrica

### Origen de l'aigua
Un 71% de la superfície de la Terra està dominada pels oceans un total de 97,2% d'aigua. El 0,008% són llacs; el 0,62% són aqüífers; el 2,15% són els dos pols de la terra; el 0,0001% són rius; el 0,001% pertanya a l'atmosfera; el 0,005% és la humitat del terra acumulada; el 0,008% mars interiors.
Els científics pensen que els constituents químics de l'aigua (oxigen i hidrogen) han d'haver existit en el núvol primitiu que donà origen al nostre sistema solar, fa aproximadament 4.500 milions d'anys. El jove sistema solar estava ple de desferres estel·lars i, quan molts d'aquests trossos de material planetari toparen contra el nostre planeta, van poder iniciar un procés en el qual l'hidrogen i l'oxigen congelats es vaporitzaren, lliurant-se així en l'atmosfera terrestre.
L'hidrogen és un element fàcilment oxidable i s'uneix amb l'oxigen. Quan l'oxigen i l'hidrogen es combinen en proporcions adequades (un àtom d'oxigen per cada dos d'hidrogen) poden formar la molècula d'aigua. Un cop que tots dos elements van estar prou presents a la Terra, hi ha una certa evidència que dona suport a aquesta teoria de l'origen de l'aigua a la Terra. És sabut que les roques del mantell terrestre contenen aigua en una bona proporció i en la superfície del nostre planeta, les emissions volcàniques contenen una gran quantitat de vapor d'aigua. Alguns científics afirmen que aquesta addició d'aigua a l'atmosfera terrestre pot encara arribar a ésser més gran, en la mesura que els volcans lliurin més vapor d'aigua en l'aire.
Existeix una teoria més recent que suggereix que una bona part de l'aigua terrestre pot haver estat portada pels cometes que foren capturats per la gravetat terrestre, i que acabaren per impactar contra el nostre planeta. És un fet comprovat que, durant tota la seva història, el planeta en el qual vivim ha sofert col·lisions de meteorits en repetides ocasions. Els meteorits, a causa de la gran quantitat d'energia de moviment que posseeixen, es vaporitzen completament en l'impacte; d'aquesta manera, van poder injectar hidrogen i oxigen a l'atmosfera terrestre.
Com ha ocorregut en moltes ocasions al llarg de la història de la ciència, l'origen vertader de l'aigua en la Terra probablement té a veure amb ambdues idees. Com que els processos ja referits no s'exclouen mútuament, tots dos poden ser responsables de l'aigua que existeix actualment a la Terra.
La Terra fou un lloc extremadament calent, de manera que la seva atmosfera va poder contenir una quantitat més gran de vapor d'aigua. Però eventualment el nostre planeta va anar refredant-se i el vapor començà a condensar-se. Fou així com la Terra experimentà la tempesta més intensa de la seva història. Des de llavors, l'aigua que posseeix el nostre planeta ha estat la mateixa, i s'ha ciclat de la terra a l'aire i a l'inrevés una vegada i una altra durant més de 3.000 milions d'anys.

### Importància i distribució

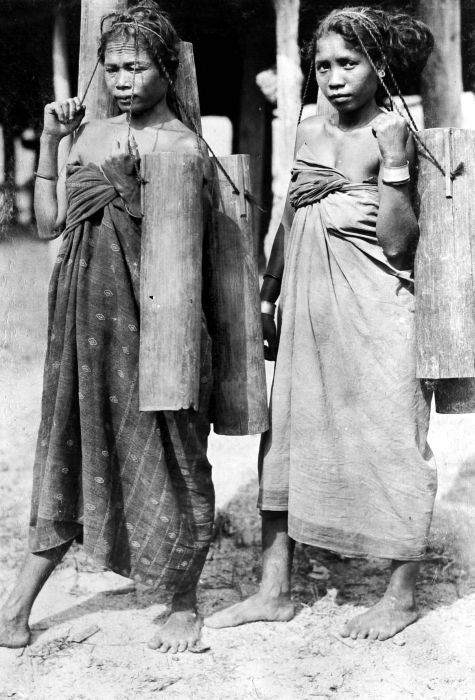
Aiguaderes amb recipients de fusta a l'illa Flores (Indonèsia), principis del segle XX

L'aigua és fonamental per a totes les formes de vida coneguda. Els humans consumeixen aigua potable. Els recursos naturals s'han tornat escassos amb la recent població mundial i llur disposició en diverses regions habitades és la preocupació de moltes organitzacions governamentals.
L'aigua cobreix 3/4 parts (71%) de la superfície de la Terra, tot i l'àrea per la qual s'estén, la hidrosfera terrestre és comparativament bastant escassa, per donar un exemple citat per Jacques Cousteau: si se submergís una bola de billar en aigua i se'n tragués la pel·lícula d'humitat que quedaria immediatament després de ser treta, seria proporcionalment major que la de tots els oceans. Tot i ser una substància tan abundant, només suposa el 0,022% de la massa de la Terra. Es pot trobar aquesta substància en pràcticament qualsevol lloc de la biosfera i en els tres estats d'agregació de la matèria: sòlid, líquid i gas.
El 97% és aigua salada, la qual es troba principalment en els oceans i mars; només el 3% del seu volum és dolça. D'aquesta última, un 1% està en estat líquid, component els rius i llacs. El 2% restant es troba en estat sòlid en capes, camps i plataformes de gel o banquises en les latituds properes als pols. Fora de les regions polars l'aigua dolça es troba principalment en aiguamolls i, subterràniament, en aqüífers. Cap al 1970 es considerava, ja que la meitat de l'aigua dolça del planeta Terra estava contaminada.
L'aigua representa entre el 50 i el 90% de la massa dels éssers vius (aproximadament el 75% del cos humà és aigua; en el cas de les algues, el percentatge oscil·la el 90%).
A la superfície de la Terra hi ha uns 1.400.000.000 km³ d'aigua que es distribueixen de la següent forma:
- 1.370.000.000 km³ (97,2%) són aigua de mar.
- 40.000.000 km³ (2,8%) són aigua dolça.
  - 25.000.000 km³ (1,8%) en forma de gel.
  - 13.000.000 km³ (0,96%) com aigua subterrània.
  - 250.000 km³ (0,02%) en llacs i rius.
  - 13.000 km³ (0,001%) com vapor d'aigua.

A aquestes quantitats s'hi ha de sumar la que forma part de la composició del mantell terrestre, la zona terrestre que representa un 84% del volum planetari. Part d'aquesta aigua arriba a la superfície després de separar-se de les masses subterrànies de magma (aigua juvenil) o en forma de vapor, juntament amb d'altres volàtils, durant les erupcions volcàniques. Aquest procés, que anomenem desgasificació del mantell, compensa permanentment, i ho farà mentre no pari la dinàmica interna planetària, la pèrdua d'aigua per fotòlisi en l'alta atmosfera; allà, els àtoms d'hidrogen alliberats tendeixen a perdre's en l'espai exterior. El dia que el planeta no contingui ja calor suficient per a mantenir la tectònica de plaques i el vulcanisme, aquesta pèrdua progressiva acabaria per convertir la seva superfície en un desert universal.

### Cicle de l'aigua

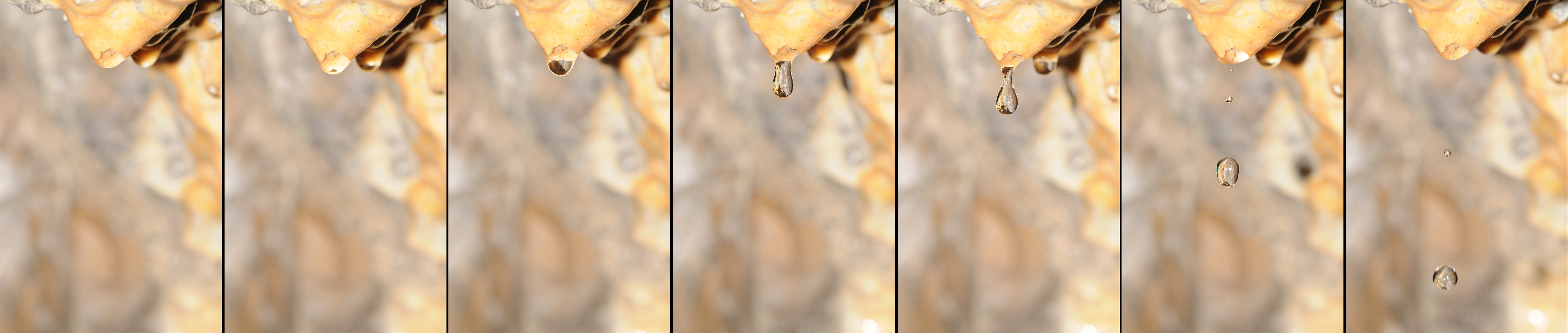
Seqüència de la formació d'una gota d'aigua en una estalactita, en les fortificacions subterrànies de defensa prop de Belfort

El cicle de l'aigua, conegut formalment com a cicle hidrològic, intenta explicar al continu intercanvi d'aigua dins de la hidrosfera, entre l'atmosfera, l'aigua superficial i subterrània i els organismes vius. L'aigua canvia constantment la seva posició d'una a una altra part del cicle d'aigua, implicant bàsicament els següents processos físics: evaporació dels oceans i altres masses d'aigua i transpiració dels éssers vius (animals i plantes) cap a l'atmosfera, precipitació, originada per la condensació de vapor d'aigua, i que pot adaptar múltiples formes, escolament, o moviment de les aigües superficials cap als oceans.
L'energia del sol escalfa la terra, generant corrents d'aire que fan que l'aigua s'evapori, pugeu per l'aire i es condensi en altes altituds, per a després caure en forma de pluja. La major part del vapor d'aigua que es desprèn dels oceans hi torna, però el vent desplaça masses de vapor cap a la terra ferma, en la mateixa proporció en què l'aigua es precipita de nou des de la terra cap als mars (uns 45.000 km ³ anuals). Ja en terra ferma, l'evaporació de masses d'aigua i la transpiració d'éssers vius contribueix a incrementar el total de vapor d'aigua en altres 74.000 km ³ anuals. Les precipitacions sobre terra ferma-amb un valor mitjà de 119.000 km³ anuals-poden tornar a la superfície en forma de líquid-com pluja-, sòlid-neu o calamarsa-, o de gas, formant boires o boires. L'aigua condensada present en l'aire és també la causa de la formació de l'arc de Sant Martí: La refracció de la llum solar en les minúscules partícules de vapor, que actuen com múltiples i petits prismes. L'aigua d'escorrentia sol formar conques, i els cursos d'aigua més petits solen unir formant rius. El desplaçament constant de masses d'aigua sobre diferents terrenys geològics és un factor molt important en la conformació del relleu. A més, en arrossegar minerals durant el desplaçament, els rius compleixen un paper molt important en l'enriquiment del sòl. Part de les aigües d'aquests rius es desvien per al seu aprofitament agrícola. Els rius desemboquen al mar, dipositant els sediments arrossegats durant el seu curs, formant deltes. El terreny d'aquests deltes és molt fèrtil, gràcies a la riquesa dels minerals concentrats per l'acció del curs d'aigua. L'aigua pot ocupar la terra ferma amb conseqüències desastroses: Les inundacions es produeixen quan una massa d'aigua supera els seus marges habituals o quan comuniquen amb una massa gran-com el mar-de forma irregular. D'altra banda, i encara que la manca de precipitacions és un obstacle important per a la vida, és natural que periòdicament algunes regions pateixen sequeres. Quan la sequedat no és transitòria, la vegetació desapareix, alhora que s'accelera l'erosió del terreny. Aquest procés es denomina desertització.

## Efectes sobre la vida

### Formes de vida aquàtiques

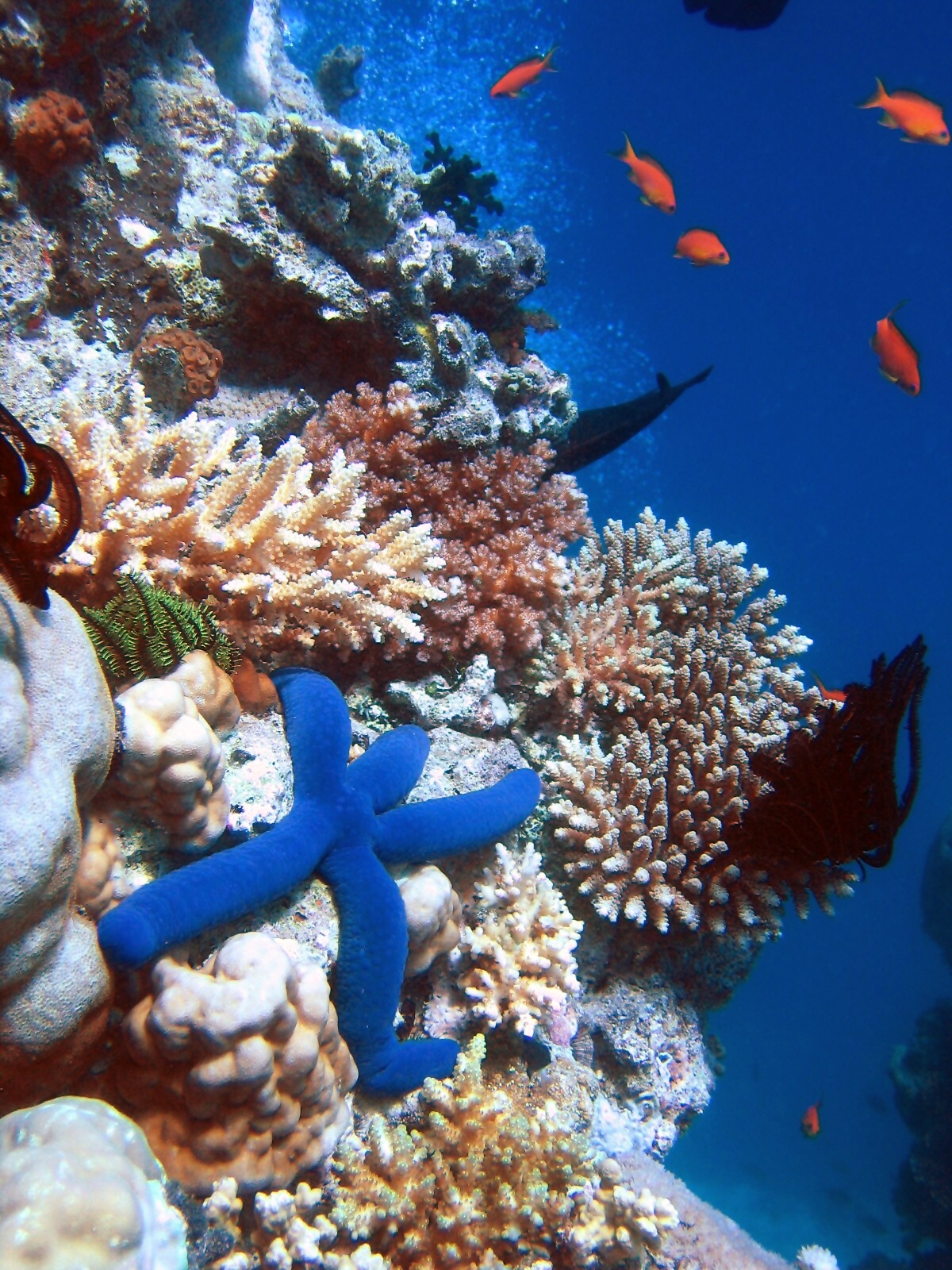
Exemple de biodiversitat a la Gran Barrera de Corall.

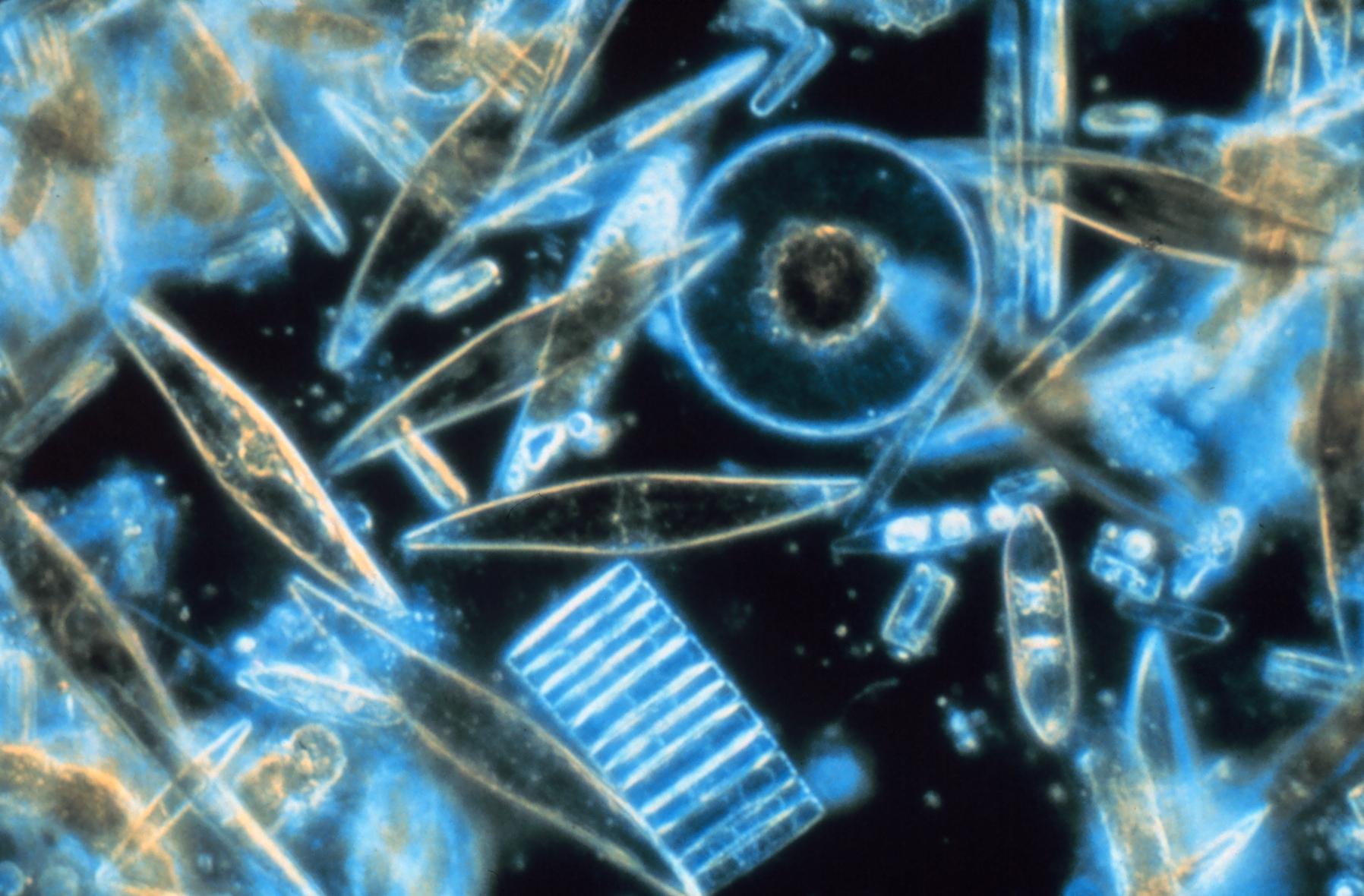
Fitoplàncton marí (diatomees) de l'Antàrtida.

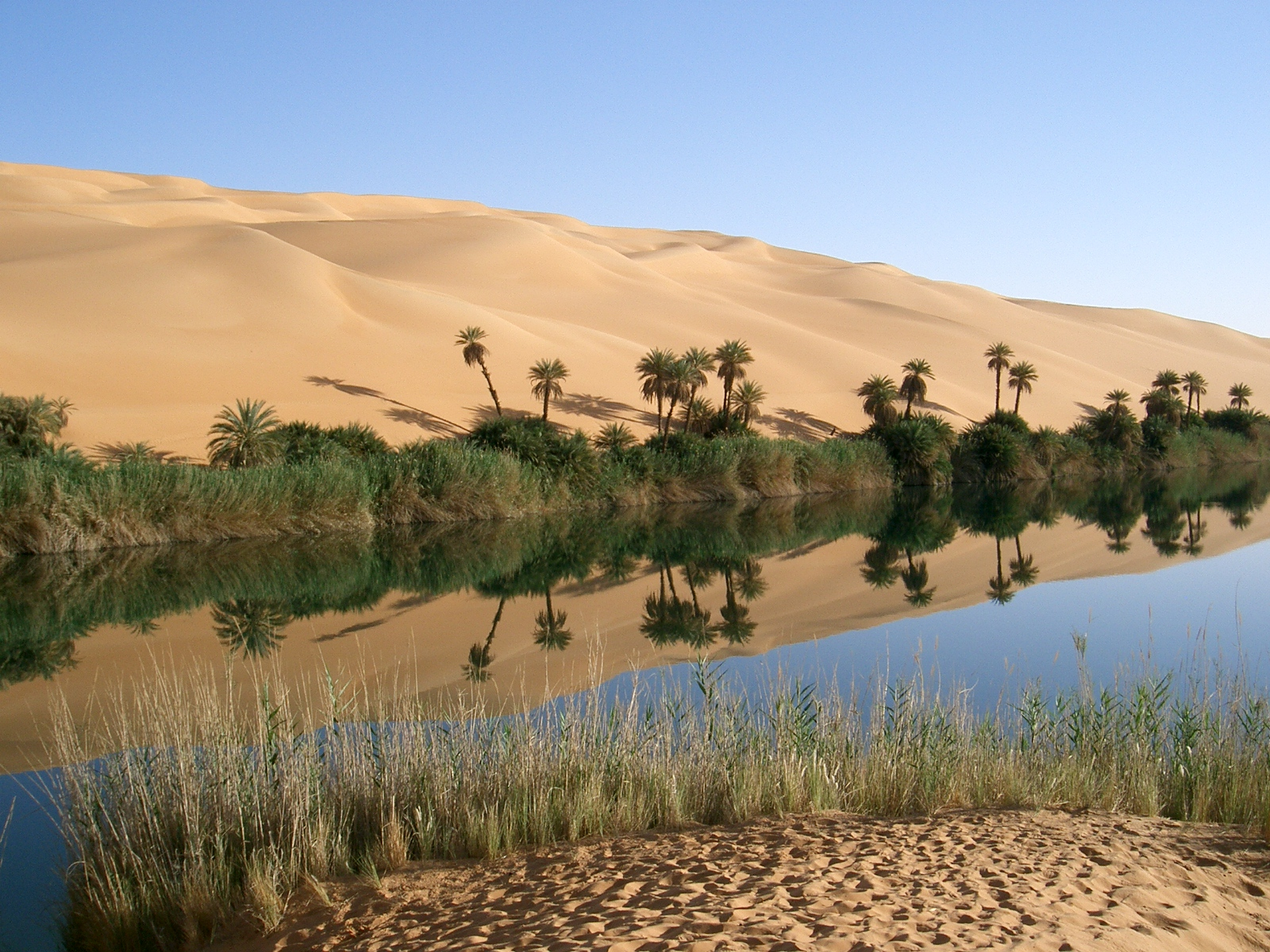
Un oasi a Líbia

Les primeres formes de vida a la Terra van aparèixer a l'aigua i, les masses d'aigua del planeta contenen vida: gairebé tots els peixos viuen exclusivament a l'aigua i hi ha molts tipus de mamífers aquàtics, com ara dofins i balenes, que fan de manera semblant. Quant als amfibis, aquests passen part de llurs vides a l'aigua i d'altres a terra. I pel que fa a les plantes aquàtiques com les algues, aquestes creixen a l'aigua i són la base d'alguns ecosistemes submarins. A més, el plàncton, el qual només es troba a l'aigua (sigui aquesta dolça, salabrosa o marina) és, generalment, la base de la cadena alimentària aquàtica.
La majoria dels animals aquàtics han d'obtenir oxigen de l'aigua per sobreviure i ho fan de diverses maneres: així, els peixos tenen brànquies en lloc de pulmons (tot i que n'hi ha de pulmonats que tenen dos pulmons i brànquies molt reduïdes). En canvi, els mamífers aquàtics (dofins, balenes, llúdries i foques, entre d'altres) necessiten pujar a la superfície de manera periòdica per respirar aire. Pel que es refereix a les formes de vida més petites, aquestes són capaces d'absorbir l'oxigen a través de llurs pells.

## Efectes sobre la civilització de lessocietats humanes
Les civilitzacions han florit al voltant dels principals rius i vies navegables. Així, Mesopotàmia, l'anomenat bressol de la civilització, es troba entre els grans rius Tigris i Eufrates, mentre que l'antic Egipte depenia totalment del riu Nil. Grans metròpolis actuals com a Rotterdam, Londres, Mont-real, París, Nova York, Buenos Aires, Shanghai, Tòquio, Chicago o Hong Kong deuen el seu èxit, en part, a la seua fàcil accessibilitat a través de l'aigua i, per consegüent, a l'expansió del comerç. Indrets amb ports protegits com a Singapur han prosperat per la mateixa raó. En canvi, llocs com l'Àfrica del Nord i l'Orient Mitjà, on l'aigua és més escassa, l'accés a l'aigua potable ha estat i és un condicionant important en el desenvolupament humà.

## Recursos hídrics
L'aigua potable és insuficient per garantir l'abastiment de tota la població, sobretot per una mala gestió d'aquest recurs. La contaminació i la pressió demogràfica són els factors que fan disminuir l'aigua disponible.
Les solucions passen per un millor aprofitament, estalviant aigua en l'ús domèstic i els conreus, planejant millor la hidrografia del territori i arribant a acords per eliminar els conflictes per l'accés a rius i pous. La dessalinització de l'aigua de mar sorgeix com a alternativa a mitjà termini.

## Usos industrials
L'accidentada geografia catalana ha afavorit una gran diversitat en les formes d'explotar els recursos hídrics al llarg de la història: Des de fonts locals com ara els pous, mines i deus, passant per l'abastament a partir de les rieres, i fins a l'ús de grans infraestructures artificials com són els canals (per exemple els de l'Ebre i l'Urgell).
Al segle XII la compilació dels Usatges de Barcelona va recollir la llei fins llavors no escrita que les aigües no tenien propietari sinó que eren de potestat pública. El comte-rei s'autoatorgava, doncs, la potestat de cedir i retirar l'usdefruit de les aigües catalanes; però al mateix temps els senyors feudals no ho van acceptar de bon grat i li disputaven aquest dret fent-ne ús a les seves terres. En qualsevol cas l'usdefruit se cedia mitjançant un contracte d'emfiteusi pel qual el beneficiari passava a pagar un cens anual. La majoria de casos es tractava de recs per regar hortes o per fer funcionar molins (sobretot fariners, però també paperers). La seva importància financera era tal que, per exemple, el rec comtal de Barcelona i tots llurs molins eren la principal font d'ingressos de la monarquia catalana a la ciutat.
Posteriorment durant la revolució industrial catalana al segle xix va sorgir el model de colònia industrial a la vora dels rius, especialment colònies tèxtils. Les fàbriques utilitzaven la força de l'aigua per moure centenars de màquines filadores i teixidores a partir d'un complex mecanisme d'eixos i politges. Un dels avantatges d'aquest model era que no necessitava la màquina de vapor per funcionar i, per tant, s'estalviava el car consum de carbó importat.

## Tractament i pol·lució

### Contaminació de l'aigua
L'estat natural de l'aigua pot ser afectat per processos naturals; per exemple: els sòls, les roques, alguns insectes i excrements d'animals. Una altra forma com es pot canviar el seu estat natural és artificialment, fonamentalment, per causes humanes; per exemple: amb substàncies que canvien el pH i la salinitat de l'aigua, produïdes per activitats mineres. La contaminació de l'aigua ocorre quan aquestes alteracions produeixen canvis en les propietats de les aigües que resulten pol·luïdes que no poden ser remeiades de manera natural pels éssers vius que hi viuen i que provoquen alteracions en aquestes poblacions residents i aquells organismes que se n'aprofiten. L'origen més freqüent de pol·lució és degut a l'acció humana sobretot en aquelles comunitats que no disposen de desguassos, sistemes de clavegueram ni depuració de l'aigua o deficients processos de recollida i emmagatzematge de desfetes; i llençar escombraries i aigües fecals als rius a tocar.
Una altra causa és l'excés de nutrients: fertilitzants vessats en aigua, especialment els compostos per fòsfor i els seus derivats, fan que originin algues en excés, impedint l'entrada de llum solar al llac, i la mort dels peixos. Substàncies tòxiques, com els metalls pesants (plom i cadmi), generen bioacumulació. Els residus urbans (aigües negres o aigües servides), que contenen excrements, també creen pol·lució.

## Necessitat de polítiques proteccionistes

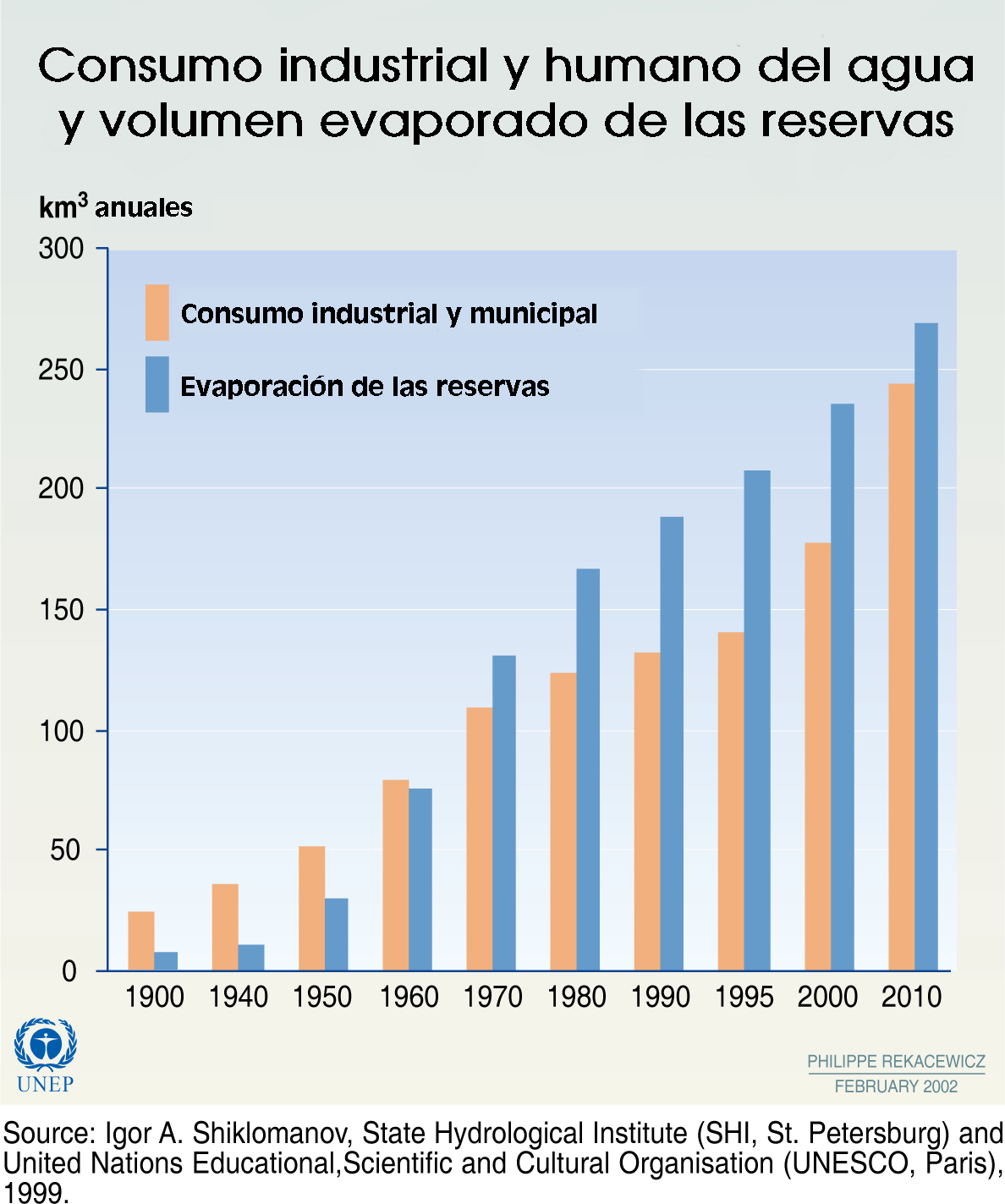
Tendències del consum i l'evaporació d'aqüífers durant l'últim segle.

Aproximació de la proporció de persones en els països en desenvolupament amb accés a aigua potable des de 1970 al 2000.

La política de l'aigua és la política dissenyada per assignar, distribuir i administrar els recursos hídrics i l'aigua. La disponibilitat d'aigua potable per capita ha anat disminuint a causa de diversos factors com la contaminació, la sobre-població, el reg excessiu, el mal ús i el creixent ritme de consum. Per aquesta raó, l'aigua és un recurs estratègic per al món i un important factor en molts conflictes contemporanis. Indubtablement, l'escassetat d'aigua té un impacte en la salut i la biodiversitat. A la Unió Europea, la Directiva marc de l'aigua regeix des del 2000 un projecte ambiciós de protecció de l'aigua.
Des de 1990, 1,6 mil milions de persones tenen accés a una font d'aigua potable. S'ha calculat que la proporció de gent als països desenvolupats amb accés a aigua segura ha millorat del 30% en 1970 al 71% en 1990, i del 79% en el 2000 al 84% en el 2004. Es pronostica que aquesta tendència seguirà en la mateixa adreça els anys vinents. Un dels Objectius de Desenvolupament del Mil·lenni (ODM) dels països membres de les Nacions Unides és reduir al 50% la proporció de persones sense accés sostenible a fonts d'aigua potable i s'estima que la meta serà aconseguida en el 2015. L'ONU pronostica que la despesa necessària per complir dita objectiva serà d'aproximadament 50 a 102 mil milions de dòlars.
Segons un informe de les Nacions Unides de l'any 2006, «a escala mundial existeix suficient aigua per a tots», però l'accés ha estat obstaculitzat per la corrupció i la mala administració.
En l'Informe de la Unesco sobre el Desenvolupament dels Recursos Hídrics al Món (WWDR, 2003) del seu Programa Mundial d'Avaluació dels Recursos Hídrics (WWAP) prediu que en els vint anys vinents la quantitat d'aigua disponible per a tots disminuirà al 30%; en efecte, el 40% de la població mundial té insuficient aigua potable per a la higiene bàsica. Més de 2,2 milions de persones van morir en l'any 2000 a conseqüència de malalties transmeses per l'aigua (relacionades amb el consum d'aigua contaminada) o sequeras. En el 2004 l'organització sense ànim de lucre WaterAid, va informar que cada 15 segons un nen mor a causa de malalties relacionades amb l'aigua que poden ser previngudes i que usualment es deuen a la falta d'un sistema de tractament d'aigües residuals.
Aquestes són algunes de les organitzacions que donen suport a la protecció de l'aigua: International Water Association (IWA), WaterAid, Water 1st, i American Water Resources Association. Arxivat 2018-03-24 a Wayback Machine. També existeixen diversos convenis internacionals relacionats amb l'aigua com: la Convenció de les Nacions Unides de Lluita contra la Desertificació (CNULD), el Conveni Internacional per prevenir la contaminació pels Bucs, la Convenció de les Nacions Unides sobre el Dret del mar, i el Conveni de Ramsar. El Dia Mundial de l'Aigua se celebra el 22 de març i el Dia Mundial de l'Oceà se celebra el 8 de juny.

## Simbolisme de l'aigua

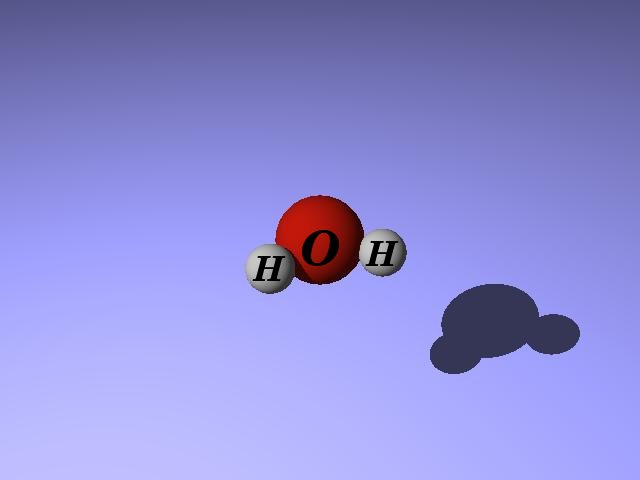
Representació d'una molècula d'aigua.

L'aigua presenta un simbolisme molt complex a les diferents cultures, sovint lligat a la idea de neteja. Al cristianisme, per exemple, s'usa durant el baptisme per netejar el pecat original amb l'aigua beneïda. A l'islam les ablucions són necessàries abans de començar a pregar i es renta el cos dels morts. Molts rius tenen caràcter sagrat, com per exemple el Nil a Egipte o el Ganges a l'Índia.
És un dels quatre elements clàssics juntament amb el foc, l'aire i la terra. En molts mites, l'aigua estava a l'origen de la vida (Ex.: al Gènesi, quan Déu separa les aigües del cel i de la Terra, en un ressò dels mites de l'antiga Mesopotàmia, per exemple).

## Religió, filosofia i literatura
L'aigua és considerada com un element purificador en la majoria de religions. Algunes de les doctrines religioses que incorporen el ritual de rentat o ablucions són: el cristianisme, l'hinduisme, el moviment rastafari, l'islam, el sintoisme, el taoisme i el judaisme. Un dels sagraments centrals del cristianisme és el baptisme i el qual es realitza mitjançant la immersió, aspersió o afusió d'una persona en l'aigua. Aquesta pràctica també s'executa en altres religions com el judaisme on és denominada mikve i en el sikhisme on pren el nom de Amrit Sanskar. Així mateix, en moltes religions incloent el judaisme i l'islam es realitzen banys rituals de purificació als morts en l'aigua. Segons l'islam, les cinc oracions al dia (o salat) han de dur-se a terme després d'haver rentat certes parts del cos usant aigua neta o abdest; no obstant això, en cas que no hi hagués aigua neta es realitzen ablucions amb pols o sorra les quals són denominades tayammum. En el sintoísme l'aigua és emprada en gairebé tots els rituals per purificar una persona o un lloc, com és el cas del ritual misogi. L'aigua és esmentada 442 vegades en la Nova Versió Internacional de la Bíblia i 363 vegades en la Bíblia del rei Jacob: Pedro 2:3-5 estableix, «Aquests ignoren voluntàriament que en el temps antic van ser fets per la paraula de Déu els cels i també la terra, que prové de l'aigua i per l'aigua subsisteix».

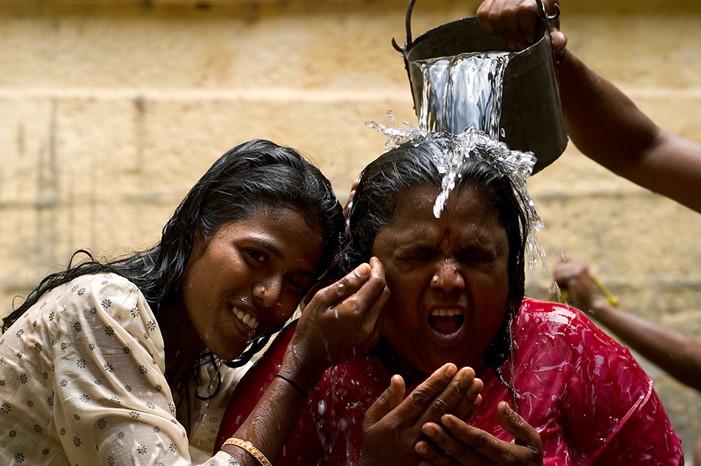
Cerimònia hinduista de purificació amb aigua en l'estat de Tamil Nadu, Índia.

Alguns cultes empren aigua especialment preparada per a propòsits religiosos, com l'aigua beneïda d'algunes denominacions cristianes o el amrita en el sikhisme i l'hinduisme. Moltes religions també consideren que algunes fonts o masses d'aigua són sagrats o almenys afavoridors; i alguns exemples inclouen: la ciutat de Lorda d'acord amb el catolicisme, el Jordà (almenys simbòlicament) en algunes esglésies cristianes, el pou de Zamzam en l'islam, i el riu Ganges en l'hinduisme i altres cultes de la regió. Molts etnólegs, com Frazer, han subratllat el paper purificador de l'aigua.
Usualment es creu que l'aigua té poders espirituals. En la mitologia cèltica, Sulis és la deessa de les aigües termals; en l'hinduisme, el Ganges és personificat per una deessa, i segons els textos Vedes la deessa hindú Sárasuati representa al riu del mateix nom. L'aigua és també en el vishnuísme un dels cinc elements bàsics o mahbhta, entre els quals consten: el foc, la terra, l'espai i l'aire. Alternativament, els déus poden ser considerats patrons de fonts, rius o llacs. De fet, en la mitologia grega i romana, Peneu era el déu ric, un dels tres mil rius o de vegades inclòs entre les tres mil Oceànides. En l'islam l'aigua no és només la font de vida, però cada vida està composta d'aigua: «I que traiem de l'aigua a tot ser vivent?».
Quant a la filosofia, podem trobar a Tales de Milet, un dels set savis grecs, que va afirmar que l'aigua era la substància última, el Arjé, del cosmos, d'on tot està conformat per l'aigua. Empèdocles, un filòsof de l'antiga Grècia, sostenia la hipòtesi que l'aigua és un dels quatre elements clàssics al costat del foc, la terra i l'aire, i era considerada la substància bàsica de l'Univers o ylem. Segons la teoria dels quatre humors, l'aigua està relacionada amb la flegma. En la filosofia tradicional xinesa l'aigua és un dels cinc elements al costat de la terra, el foc, la fusta, i el metall.
L'aigua també exerceix un paper important en la literatura com a símbol de purificació. Alguns exemples inclouen a un riu com l'eix central on es desenvolupen les principals accions, com és el cas de la novel·la “Mentre agonitzo” de William Faulkner i l'ofegament d'Ofelia en “Hamlet”.